# Cantonul Saint-François
Cantonul Saint-François este un canton din arondismentul Pointe-à-Pitre, Guadelupa, Franța.

## Comune
- Saint-François : 10.674 locuitori